# Секар-Рожанський Антон Владиславович
Секар-Рожанський Антон Владиславович (6 [18] травня 1863, Влоцлавек, Варшавська губернія — 28 грудня 1953, Люблін) — російський оперний співак (тенор); перший виконавець партії Садко в однойменній опері М. А. Римського-Корсакова.

## Біографія
У 1886 році закінчив Варшавський університет, 1891-го — Петербурзьку консерваторію (клас професора С. І. Габеля).
У 1891 році дебютував у Петербурзі в антрепризі І. Соколова на сцені панаєвського театру (Флорестан у «Фіделіо» Л. Бетховена), потім співав у Ростові-на-Дону (1891—1892), Катеринославі (1892, антреприза М. М. Бородая), Казані (1892, антреприза В. А. Перовського), Харкові (1892—1894), Тифлісі (1894—1895), Петербурзі (Панаєвський театр, 1895—1896).
У березні 1896 успішно дебютував у Большому театрі (Радамес в «Аїді» Дж. Верді, Ромео в «Ромео і Джульєтті» Ш. Гуно), але не був прийнятий до трупи.
З травня 1896 по 1901 рік — соліст Московської приватної російської опери С. Мамонтова. У цей період гастролював також у Нижньому Новгороді (1896, 1897), Казані (1897, разом з Ф. І. Шаляпіним і В. Еберле), Полтаві (1897), Ялті, Севастополі (1898, разом з С. В. Рахманіновим і Ф. І. Шаляпіним) [3]. У період 1891—1904 років неодноразово удосконалювався за кордоном: в Мілані (у Мартіна Петца, Ф. Ронконі і Ч. Россі) і Парижі (у проф. Бертрамі).
З 1904 року виступав у Києві, Москві (антреприза М. Бородая в театрі Солодовникова, 1905), Одесі, Харкові (1906); в 1910 році — в антрепризі М. К. Максакова (Симбірськ, Перм, Казань, Томськ, Єкатеринбург, Іркутськ, Астрахань); в 1911 — в Курську; в 1912 — в Дрездені та Празі; до 1914 — в Омську, Читі, Владивостоці, Баку, Ризі.
Після 1917 року співав у концертах для робітників у різних містах. У 1914—1919  викладав в оперному класі Московської консерваторії (професор). З 1920 року завідував школою у Вітебську. У 1920—1940 роки — професор Варшавської консерваторії. З 1940 жив у Любліні, викладав у музичній школі.